# Macroptila laniata
Macroptila laniata là một loài bướm đêm thuộc phân họ Arctiinae, họ Erebidae.